# Lixoúri
Lixoúri (Lixouri) är en ort i Grekland.   Den ligger i prefekturen Nomós Kefallinías och regionen Joniska öarna, i den sydvästra delen av landet, 290 km väster om huvudstaden Aten. Lixoúri ligger 40 meter över havet och antalet invånare är 3 752. Den ligger på ön Kefalinia.
Terrängen runt Lixoúri är kuperad åt nordost, men åt sydväst är den platt. Havet är nära Lixoúri åt sydost. Närmaste större samhälle är Argostoli, 5,1 km öster om Lixoúri. Trakten runt Lixoúri består till största delen av jordbruksmark.